# Nuovo Regno (Egitto)
Con Nuovo Regno (1550-1069 a.C.) si intende il periodo della storia egizia che comprende le dinastie XVIII, XIX e XX, secondo la cronologia di Manetone. Il Nuovo Regno è il momento di massima espansione dell'influenza egizia, al punto che talvolta si tende a parlare di impero. Gli storici collocano l'inizio del Nuovo Regno intorno al 1550 a.C., data corrispondente all'espulsione degli Hyksos da parte del faraone Ahmose I, principe di Tebe che nominò capitale proprio la sua città e riunificò l'Egitto.
Se nei confronti della Nubia il termine è corretto in quanto l'Egitto estese il suo controllo diretto inglobando tutte le terre fino alla quarta cateratta e ponendole sotto il controllo di un figlio del re di Kush carica spesso ricoperta da un principe reale; per quanto riguarda l'area del Medio Oriente il controllo fu di tipo politico, attraverso accordi di vassallaggio con le più importanti dinastie della regione e con la collocazione di guarnigioni in alcune fortezze poste nei punti di transito. Proprio il tentativo di controllare l'area siro-palestinese, onde prevenire nuove infiltrazioni di genti semite, come era accaduto durante il secondo periodo intermedio, portò l'Egitto a scontrarsi prima con il regno di Mitanni e poi con l'impero ittita.
Punto di debolezza per l'Egitto fu il contrasto tra il potere del sovrano, che da re-dio (tipico dell'Antico Regno) diventò il re-generale, ed il potere del clero di Tebe, il cui capo, il Primo profeta di Amon, tese spesso ad assumere, de facto, il controllo dello Stato. Dopo il fallito tentativo di riforma religiosa imposto da Amenhotep IV / Akhenaton, l'Egitto riuscì a mantenere la sua unitarietà grazie a sovrani quali Seti I, Ramses II e Ramses III, i quali ripresero i loro interventi in Asia e si opposero alle ripetute invasioni dei Popoli del Mare. Durante la dinastia successiva vennero a mancare figure di questa rilevanza e lo Stato si spezzò nuovamente quando, verso la fine del II millennio a.C., il clero di Tebe prese apertamente il potere nell'Alto Egitto provocando una nuova scissione (terzo periodo intermedio) delle regioni del Delta, scissione che sarebbe durata più di quattro secoli.

## Datazione assoluta astronomica
La segnalazione della levata eliaca di Sirio nel 9º anno di regno di Amenofi I nel 9º giorno del 3º mese della 3ª stagione del calendario civile egizio (papiro Ebers) consente di stimare la data dell'evento astronomico nel 1547 ± 4 a.C. e l'incoronazione del faraone nel 1556 ± 4 a.C.
Questa datazione assoluta ha consentito di datare con una buona precisione l'inizio della dinastia nel 1581 (1556 + 25) ± 4 a.C.
Intorno al 1960-65 è stata avanzata da alcuni studiosi l'ipotesi che l'osservazione della levata eliaca fosse stata effettuata a Tebe al posto di Heliopolis, per cui, per motivi astronomici, queste date dovrebbero essere posticipate di circa 20 anni.
Quasi tutti gli Egittologi degli ultimi cinquanta anni hanno accettato questa ipotesi correttiva, per cui oggi vengono presentate cronologie della dinastia che tengono conto dell'anticipo di 20 anni (inizio della dinastia nel 1561 (1536 + 25) ± 4 a.C. o che presentano, a causa di un'errata doppia sottrazione di 20 anni, un posticipo di circa 40 anni (inizio della dinastia nel 1541 (1516 + 25) ± 4 a.C.

## XVIII dinastia
Nel corso di questa dinastia l'Egitto raggiunse, sotto Thutmose III, l'apice della sua estensione territoriale sia come aree governate direttamente (Nubia fino alla quarta cateratta del Nilo) sia come regioni controllate politicamente (area siro-palestinese).
La capitale fu Waset / Tebe e ciò comportò l'aumento di importanza del dio Amon il cui tempio di Karnak, grazie alle continue donazioni da parte dei re, divenne talmente potente, a livello politico ed economico, da essere quasi uno stato nello stato. Si ipotizza, al riguardo, che la breve riforma religiosa di Akhenaton sia stata un tentativo di recupero di potere da parte dei sovrani.
La successione dei sovrani avvenne generalmente in modo regolare, di padre in figlio / figlia, con la sola eccezione degli ultimi due faraoni: Ay e Horemheb, i quali dovettero cercare una giustificazione alla loro incoronazione sposando rispettivamente la vedova di Tutankhamon, Ankhesenamon, e la figlia di Ay, Mutnodjemet.

## XIX dinastia
La storia della XIX dinastia può essere suddivisa in due fasi nettamente distinte tra loro. Una prima fase, fino al regno di Merenptah, fu caratterizzata da sovrani autorevoli, primo fra tutti Ramses II, che operarono per riportare l'Egitto, dopo gli avvenimenti dell'ultima fase della XVIII dinastia, al prestigio ed all'influenza dei tempi di Thutmose III.
La seconda fase fu caratterizzata da un profondo conflitto interno alla famiglia reale, conflitto che condusse allo sfaldamento del potere regio.
Malgrado la situazione politica dell'ultimo periodo della dinastia, il Papiro Harris accenna ad anni vuoti che fanno pensare a un'assoluta mancanza di un sovrano, l'Egitto mantenne una parvenza di unità grazie alla struttura della burocrazia amministrativa i cui funzionari, spesso figli di funzionari, riuscirono a dare continuità alla gestione dello stato.
La sequenza dei sovrani è nota con sicurezza solamente per la prima parte della dinastia mentre in seguito l'effimerità di alcuni regni ed i tentativi di cancellare il ricordo dei supposti usurpatori scalpellandone i nomi dai monumenti rendono difficile ordinare i pochi dati in nostro possesso. Anche le citazioni dall'opera di Manetone sono poco affidabili in quanto ciascuno degli epitomatori, e soprattutto Giuseppe Flavio inseriscono tra la XVIII e XIX dinastia alcuni nomi ripetuti rendendo scarsamente leggibile la successione.
Durante tutta la XIX dinastia Tebe mantenne il ruolo di capitale ufficiale ma la Residenza (il palazzo del sovrano) e l'Amministrazione (l'apparato burocratico) si divisero tra Pi-Ramses e Menfi mantenendo una posizione di equilibrio di potere nei confronti del clero tebano di Amon.
La dinastia si chiude nella più totale anarchia e forse con una fase di assenza di potere centrale anche solamente fittizio.

## XX dinastia
Questa dinastia, che concluse il periodo storico detto del Nuovo Regno, si dipanò nell'arco di poco più di un secolo (1186 a.C. - 1078 a.C.), collocandosi in una fase storica complessiva di profonda crisi di tutta l'area del Mediterraneo orientale e del Vicino oriente. Tale epoca vide grandi rivolgimenti, collegati, tra l'altro, alle migrazioni delle popolazioni dette comunemente Popoli del Mare, popoli provenienti probabilmente dal mediterraneo occidentale, dalla Sardegna e dal Nord Africa, già conosciuti agli egizi (furono usati come mercenari nella Battaglia di Qadesh, ma che portarono alla caduta di stati come il regno hittita e la ridefinizione dell'assetto politico del Medio Oriente. L'Egitto, pur respingendo, grazie a Ramses III, i "Popoli del Mare", non riuscì a recuperare la condizione di grande potenza che l'aveva caratterizzato nei secoli precedenti anche per la mancanza di una guida decisa del potere regio e finì per collassare in seguito al riaccendersi dello scontro con il potere del clero tebano.
Al termine della dinastia l'Egitto, diviso, anche se non ufficialmente, tra il re che governa sul Basso Egitto ed il Primo Profeta di Amon che governa l'Alto Egitto, entrò in quello che viene chiamato terzo periodo intermedio.

## Galleria d'immagini

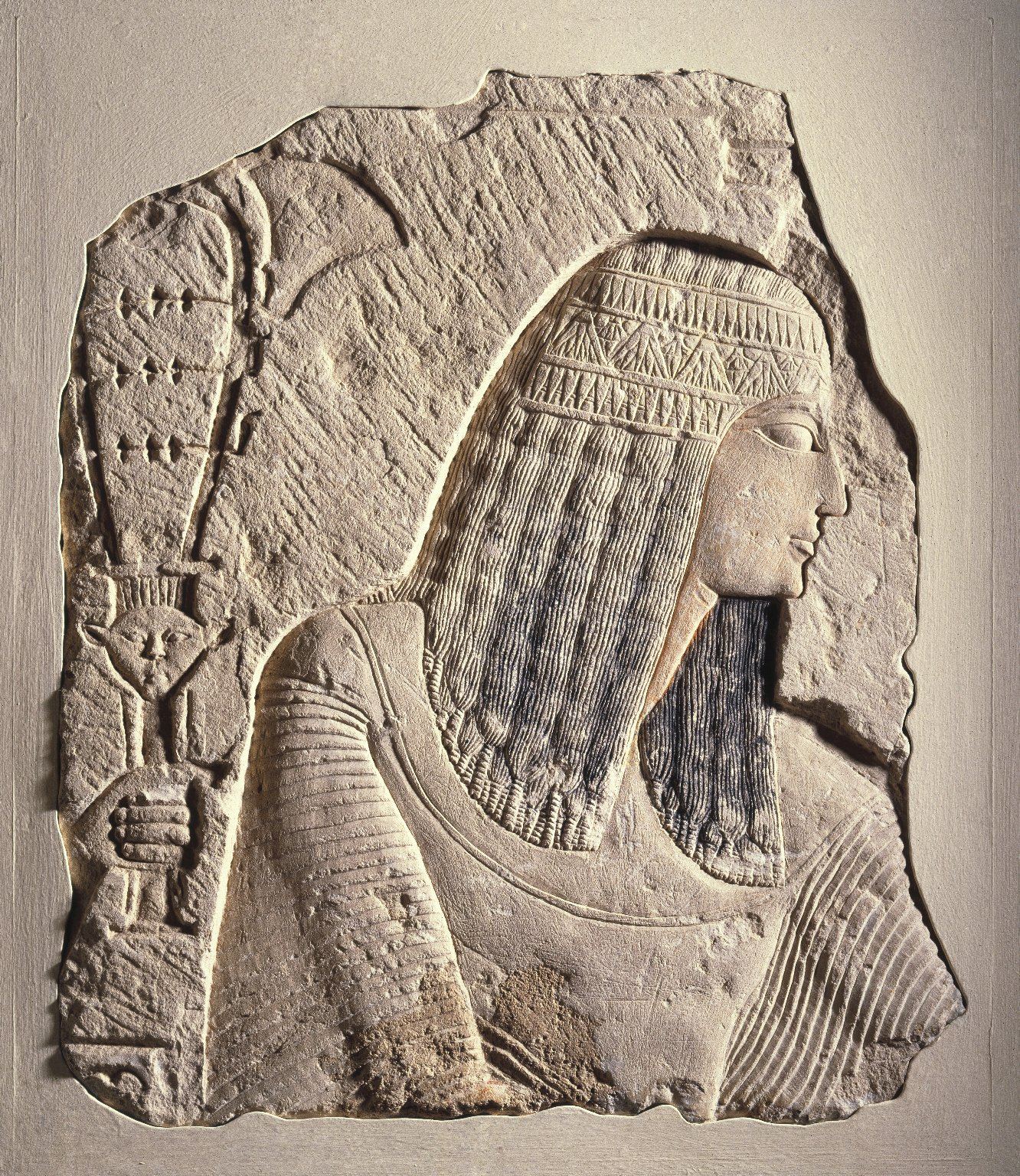
Rilievo di una nobildonna, 1295–1070 a.C. circa Brooklyn Museum
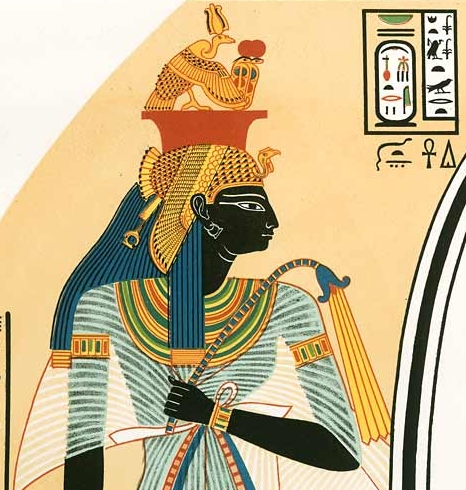
Regina Ahmose-Nefertari
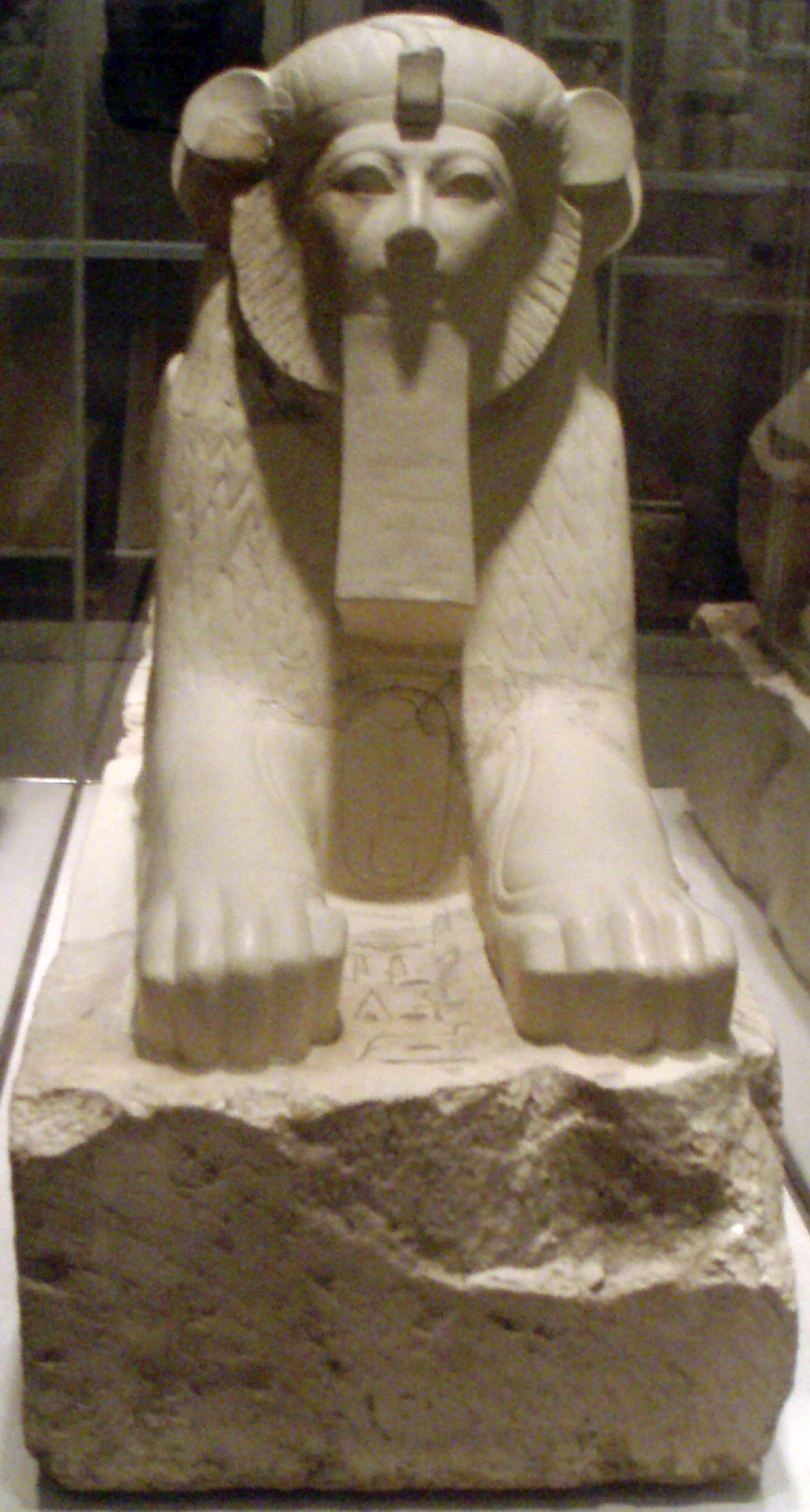
Hatshepsut come Sfinge. Figlia di Thutmose I, condivise il regno col fratellastro Thutmose III, suo co-reggente. Prese il trono per sé, e si dichiarò Faraone.
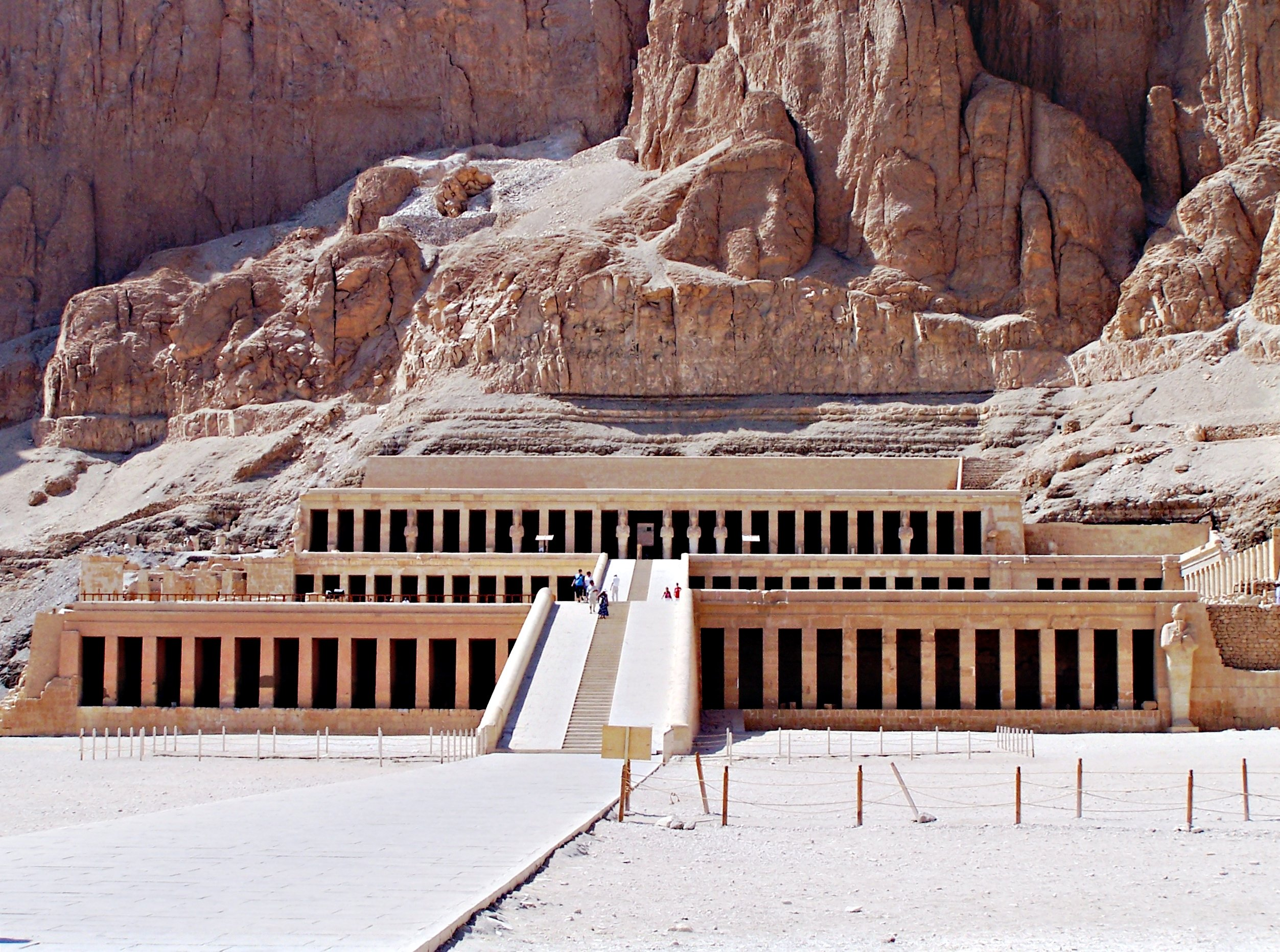
Tempio di Hatshepsut a Deir el-Bahari, chiamato Djeser-Djeseru, ovvero "Santo dei Santi", in tempi antichi.
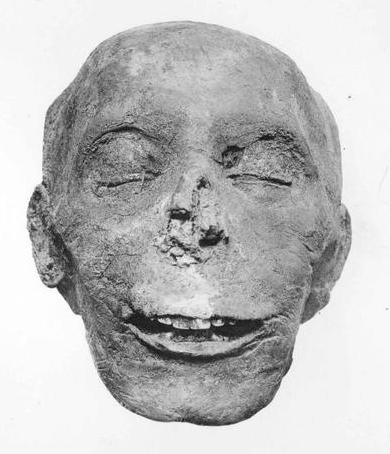
Testa mummificata di Thutmose III
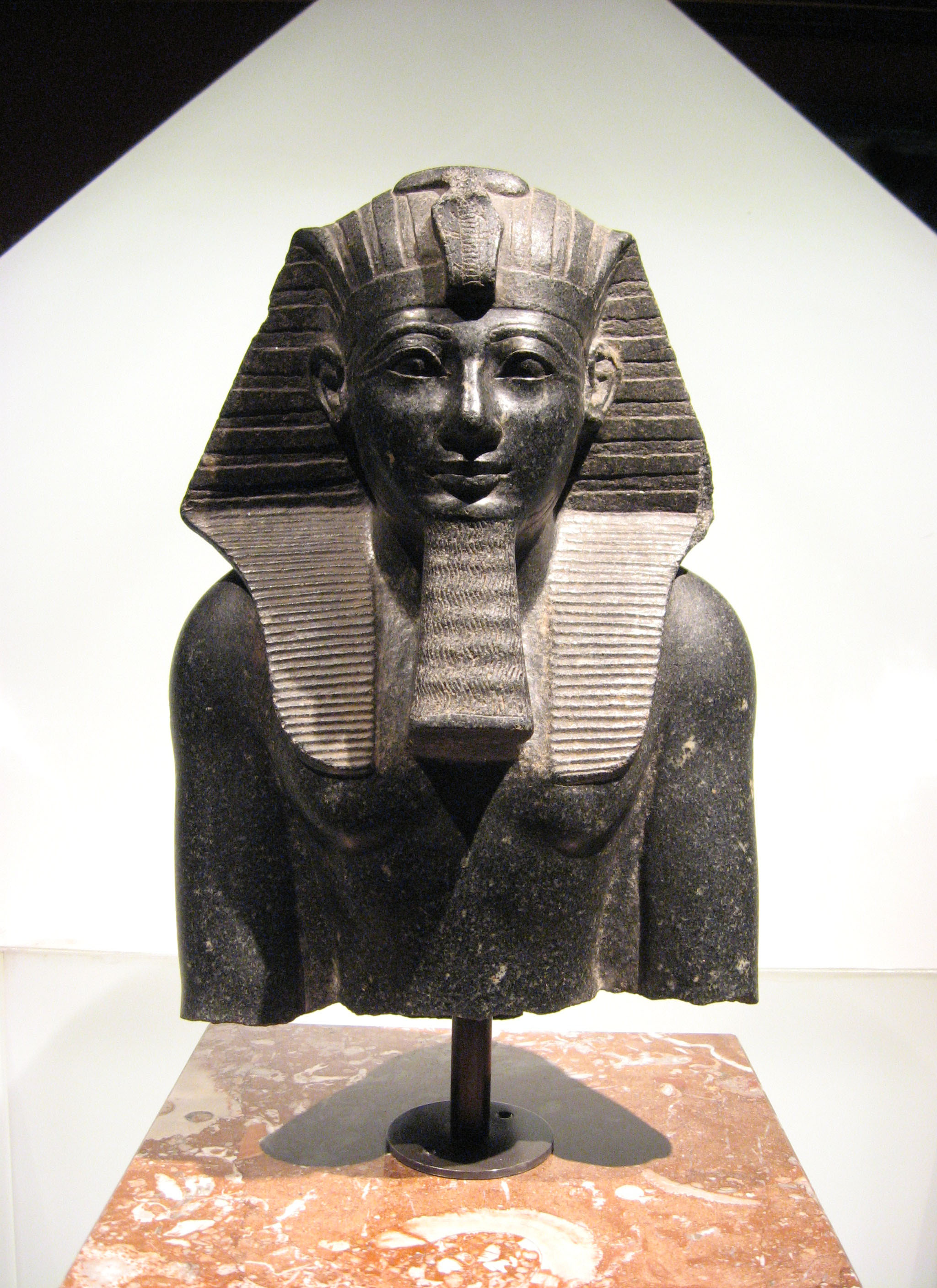
Thutmose III, militare e membro della dinastia thutmoside, noto anche come il Napoleone d'Egitto. Le sue conquiste nel Levante portarono l'Egitto al suo apice territoriale.
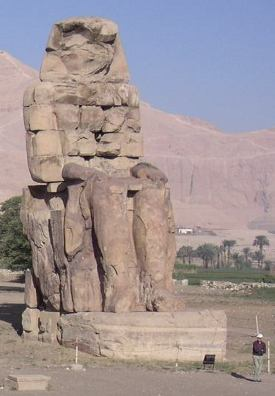
Colossi di Memnone, rappresentanti Amenhotep III. Questa statua si trova al di fuori di Luxor.
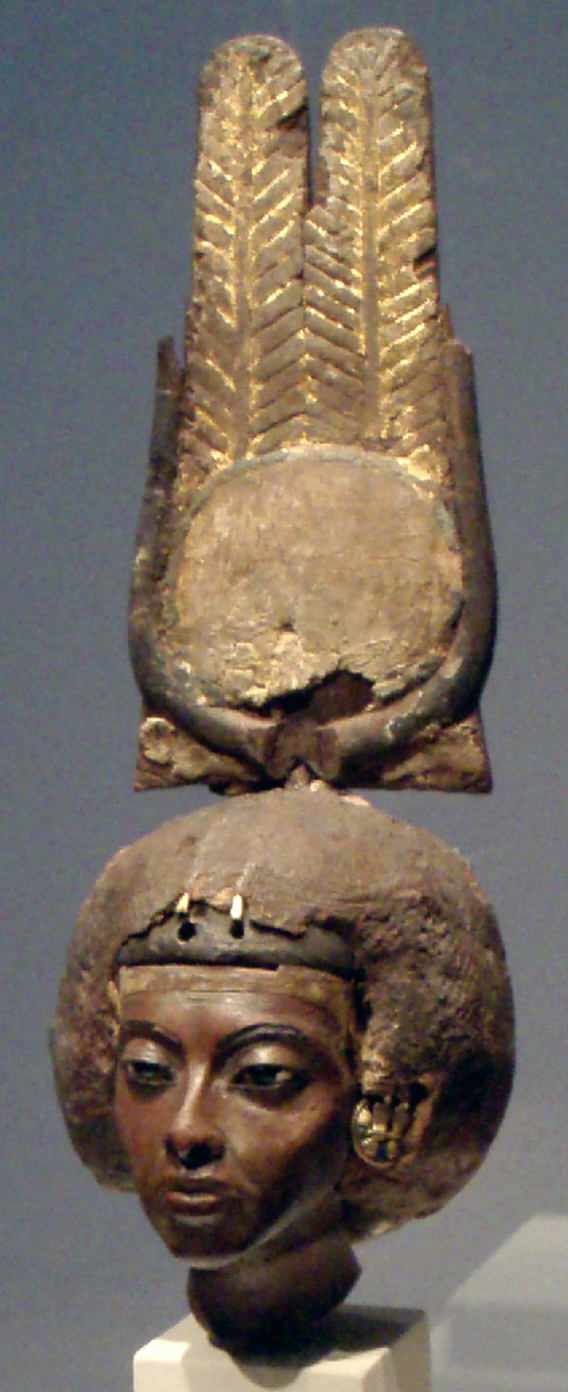
Tiye, nata contadina, divenne regina grazie al matrimonio con Amenhotep III. Nel Nuovo Regno, le donne potevano ottenere l'influenza a corte, e Tiye contribuì a gestire gli affari sia per il marito che per il figlio Akhenaton durante i loro regni.
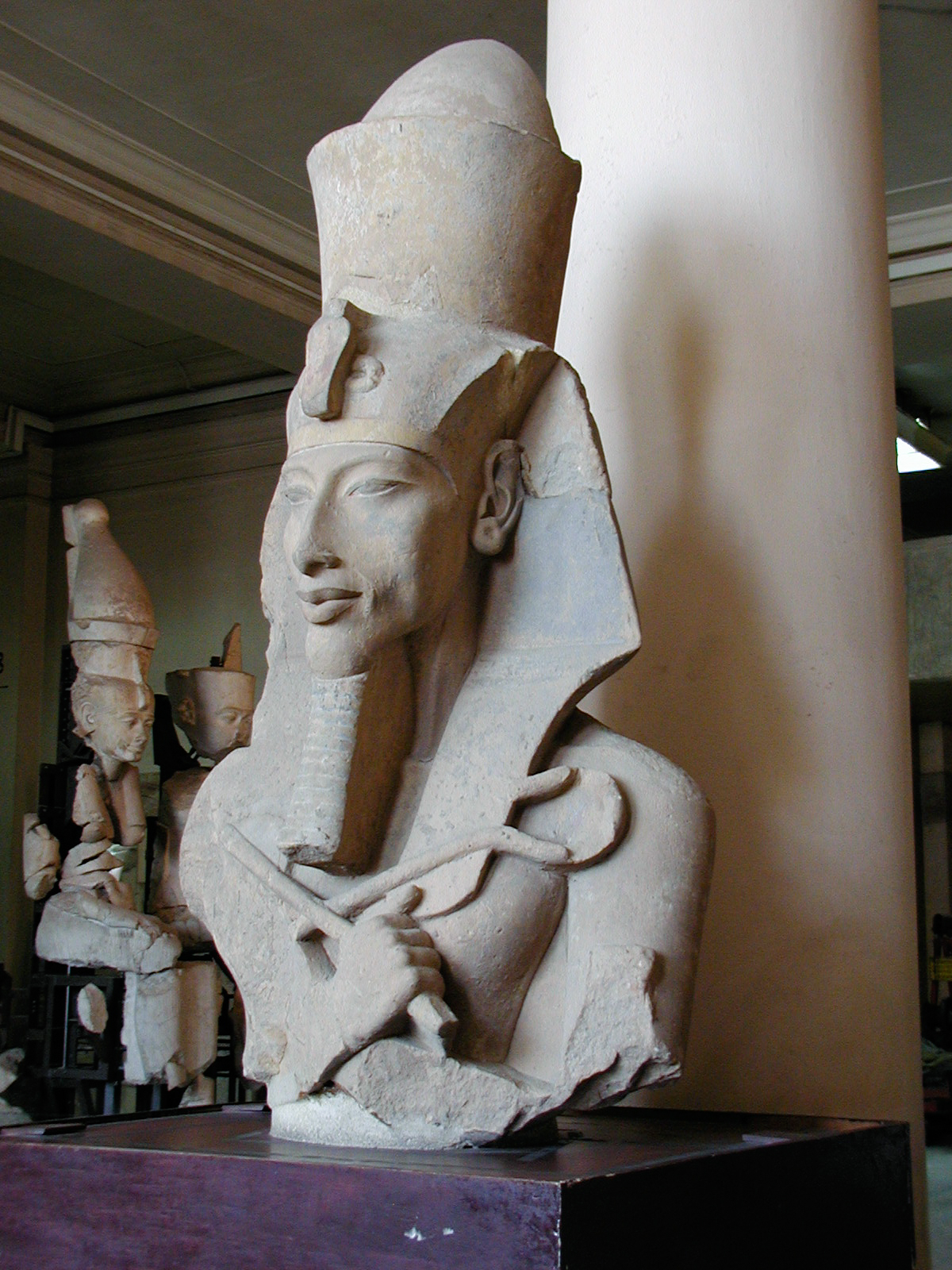
Akhenaten, nato come Amenhotep IV, figlio della regina Tiye. Rifiutò l'antica religione egizia e tentò di imporre Aton come divinità suprema.
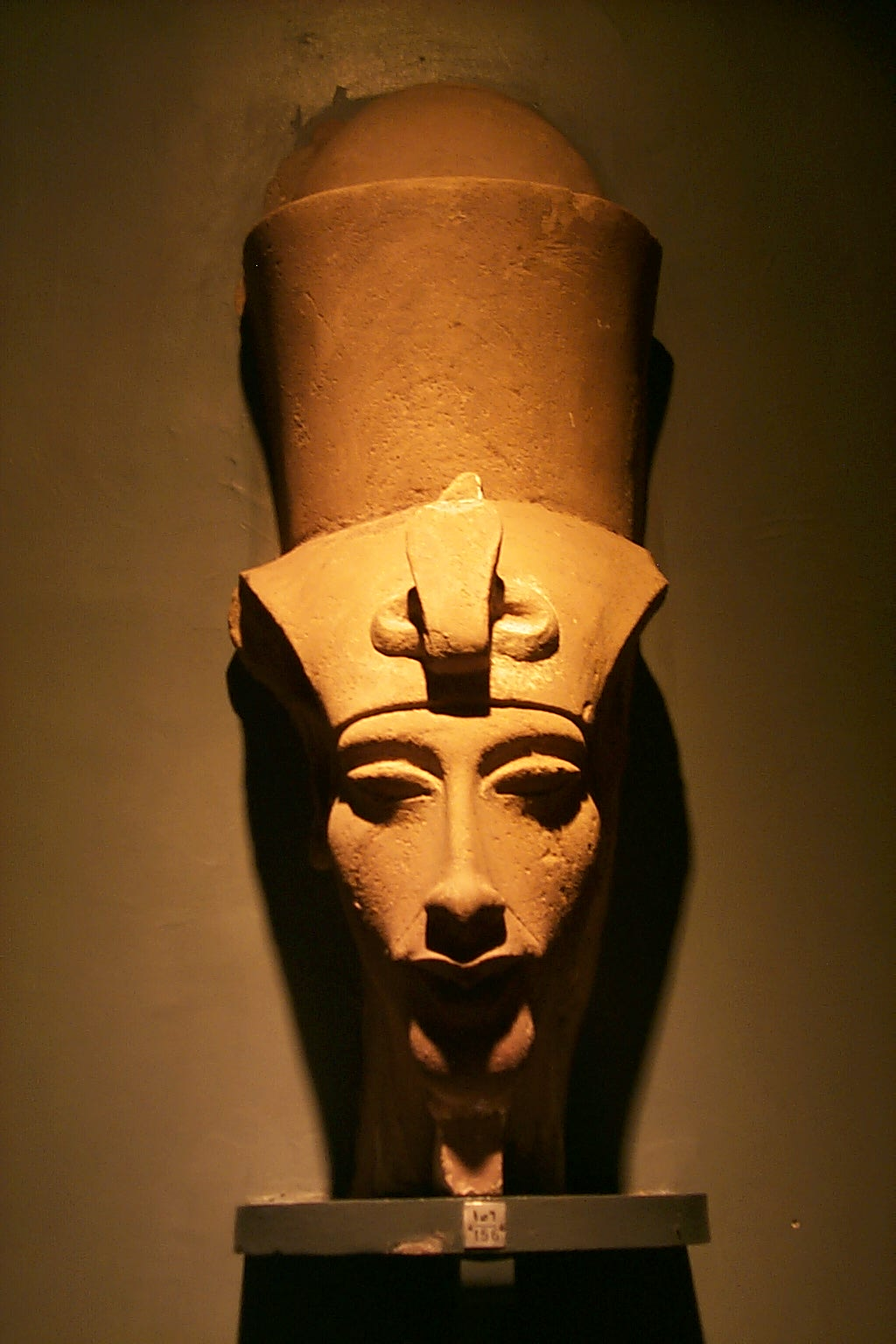
Akhenaton
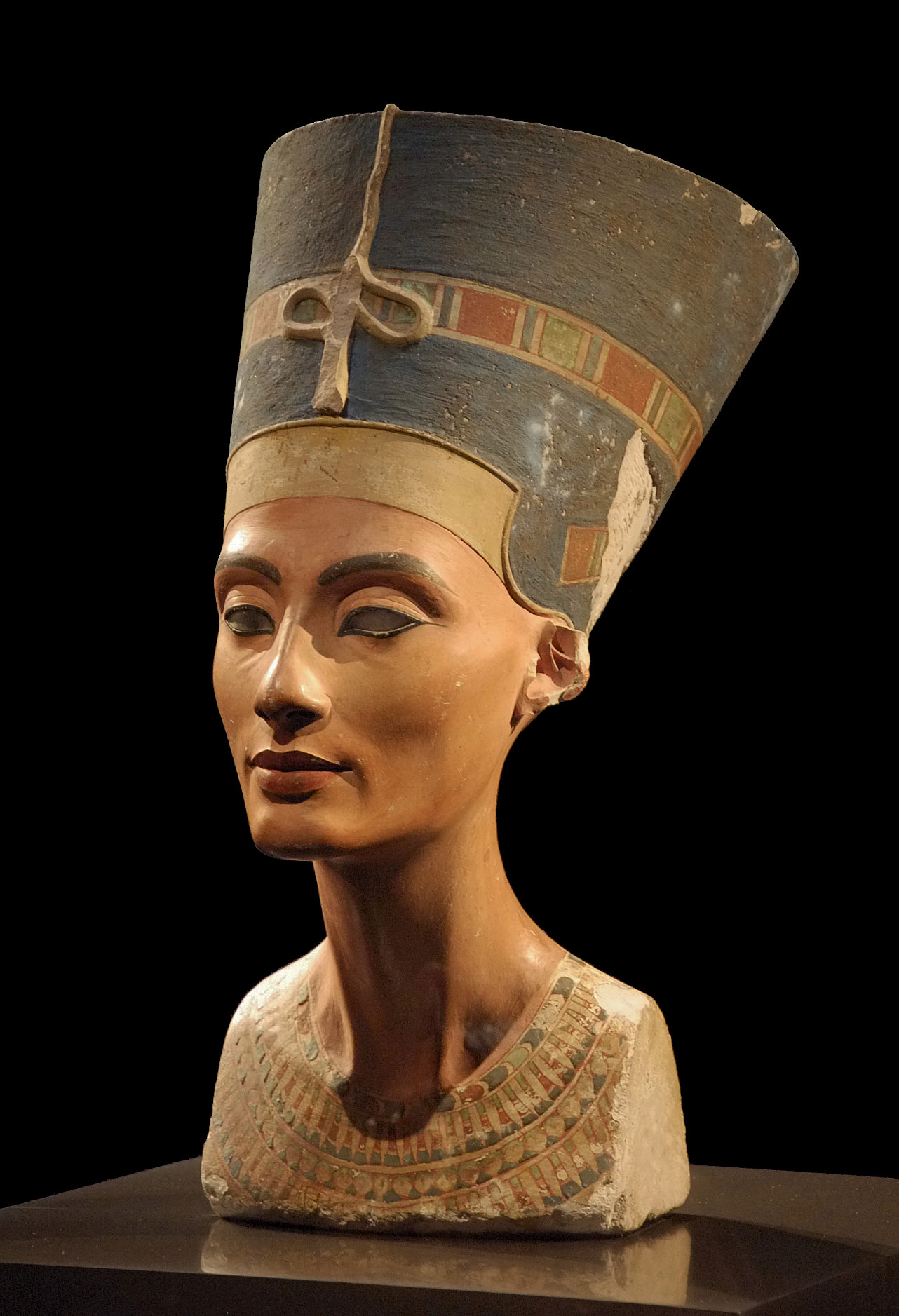
Busto di Nefertiti, moglie di Akhenaton, con cui tenne la posizione di co-reggente.
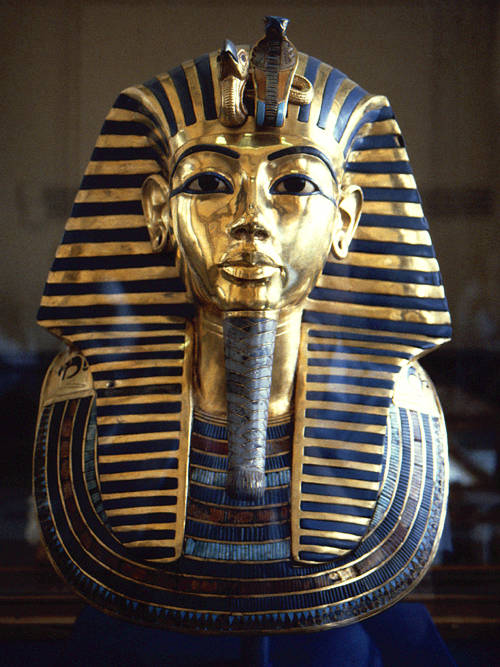
Maschera funeraria di Tutankhamon. Tutankhamon, figlio di Akhenaton, riportò l'Egitto all'antica religione. Morì giovane, ma seppur non fu considerato significante nel proprio tempo, la scoperta della sua tomba KV62, rimasta intatta, nel 1922 da parte Howard Carter lo ha reso rilevante come simbolo dell'Antico Egitto nel mondo moderno.
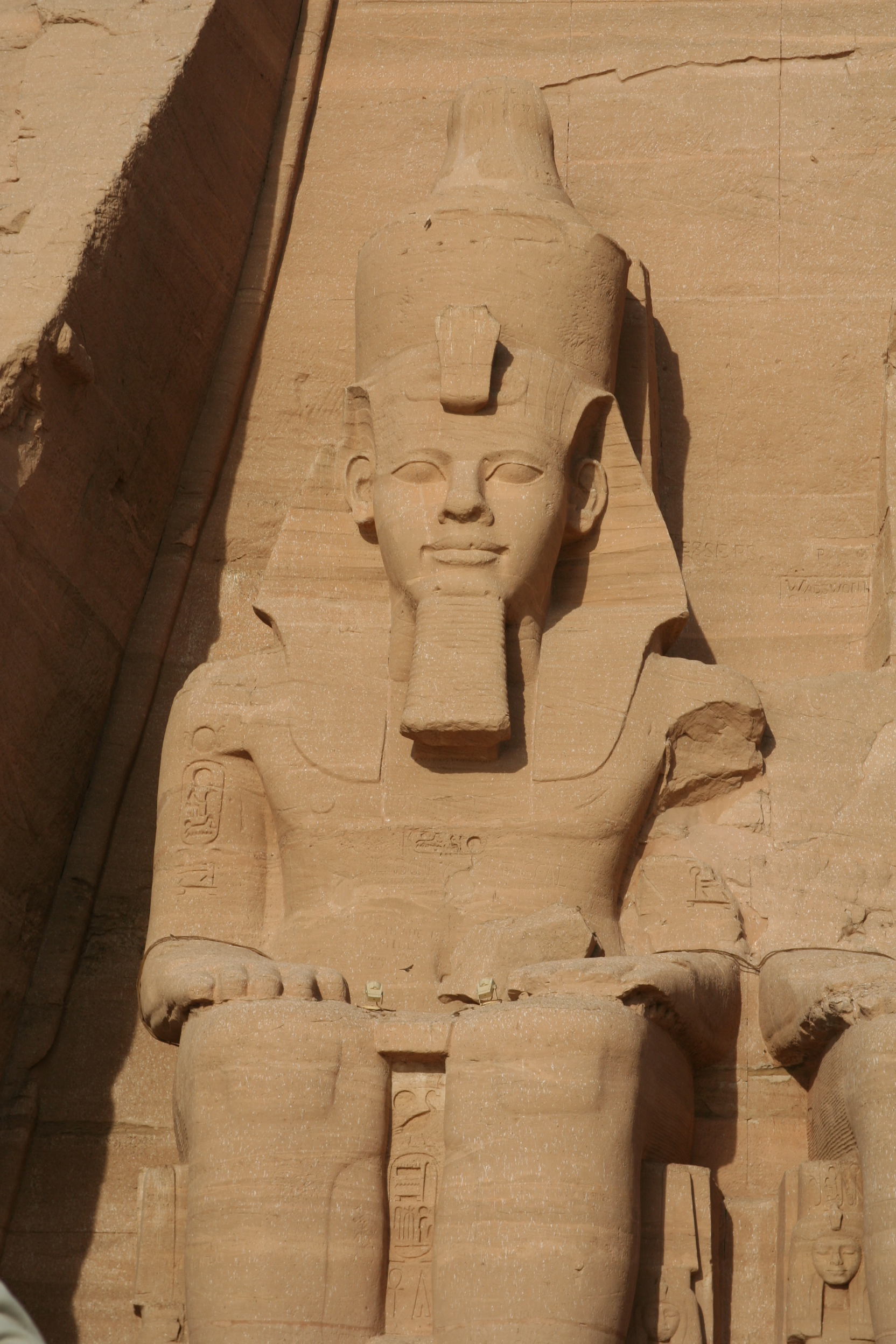
Dettaglio del Tempio di Rameses II ad Abu Simbel
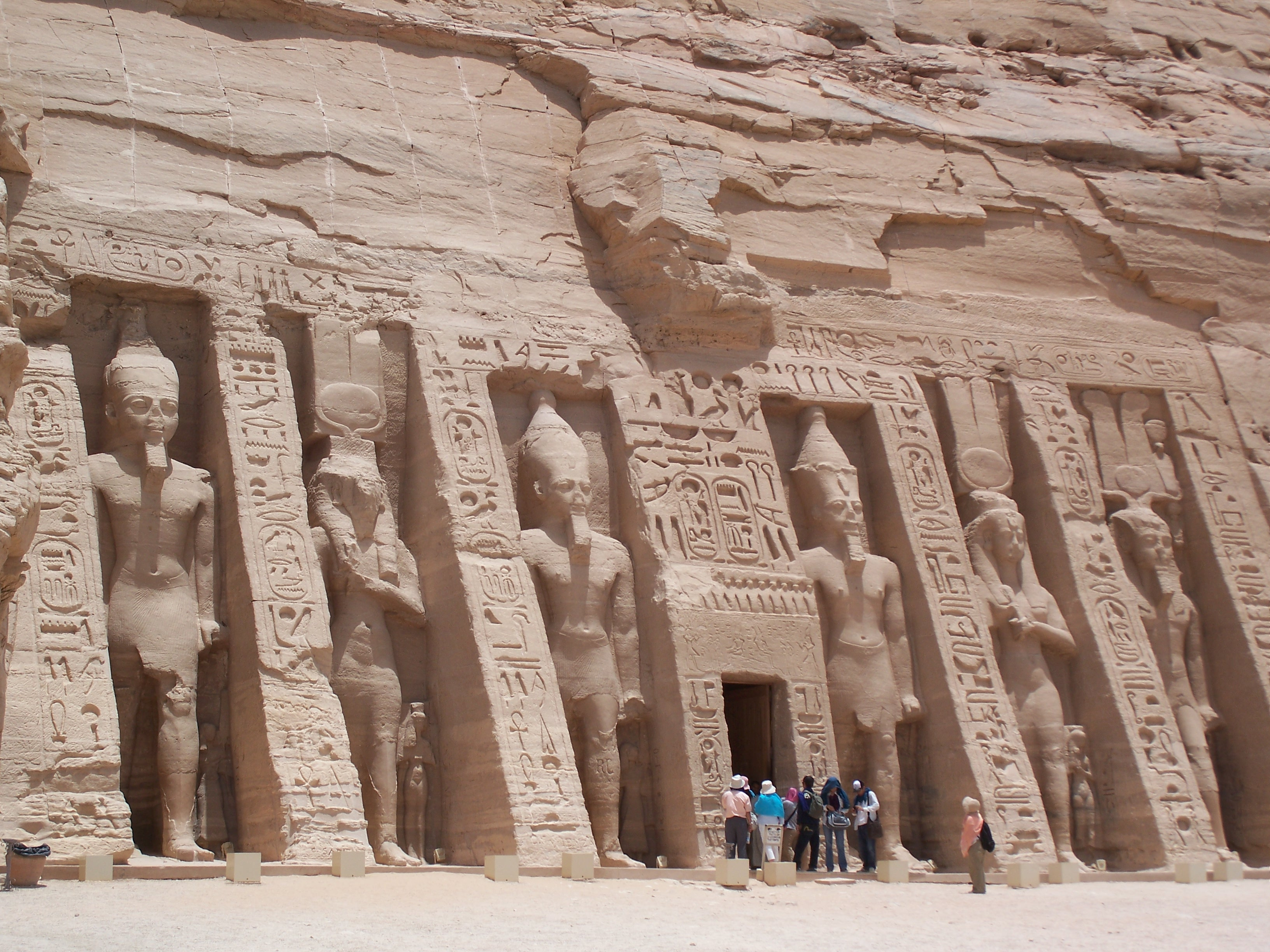
Tempio di Nefertari ad Abu Simbel
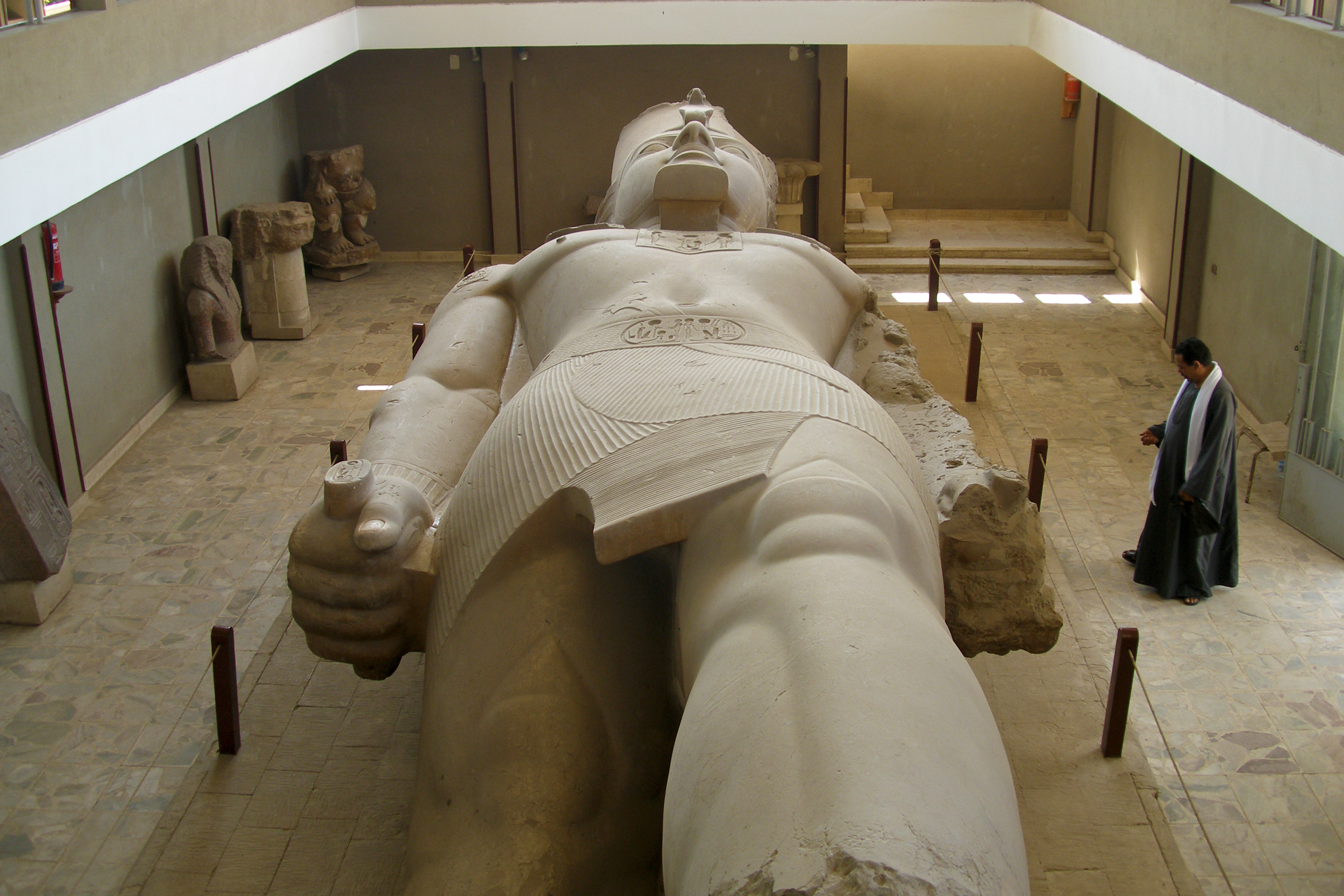
Statua gigante di Ramses II
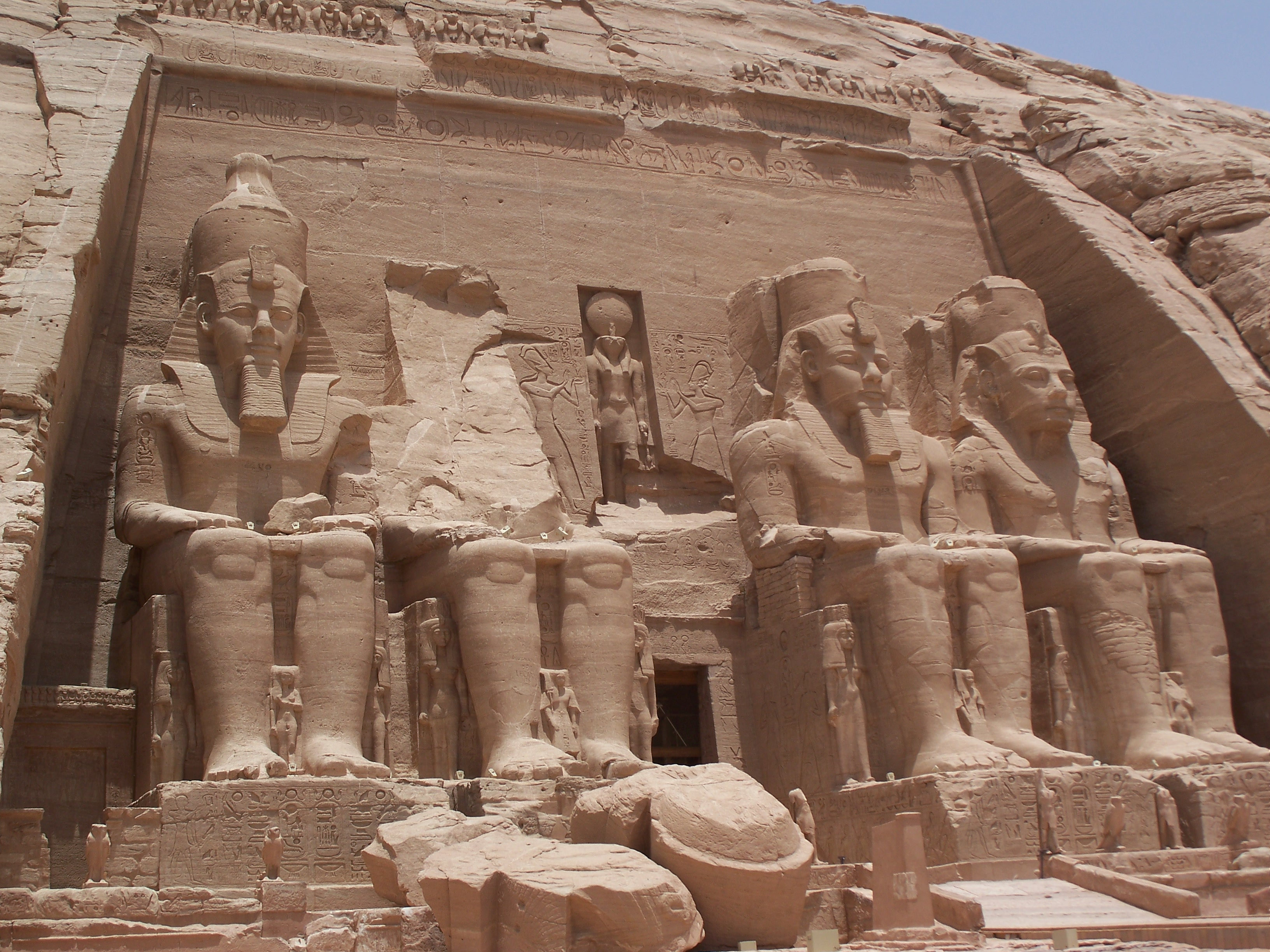
Tempio di Abu Simbel di Ramesses II
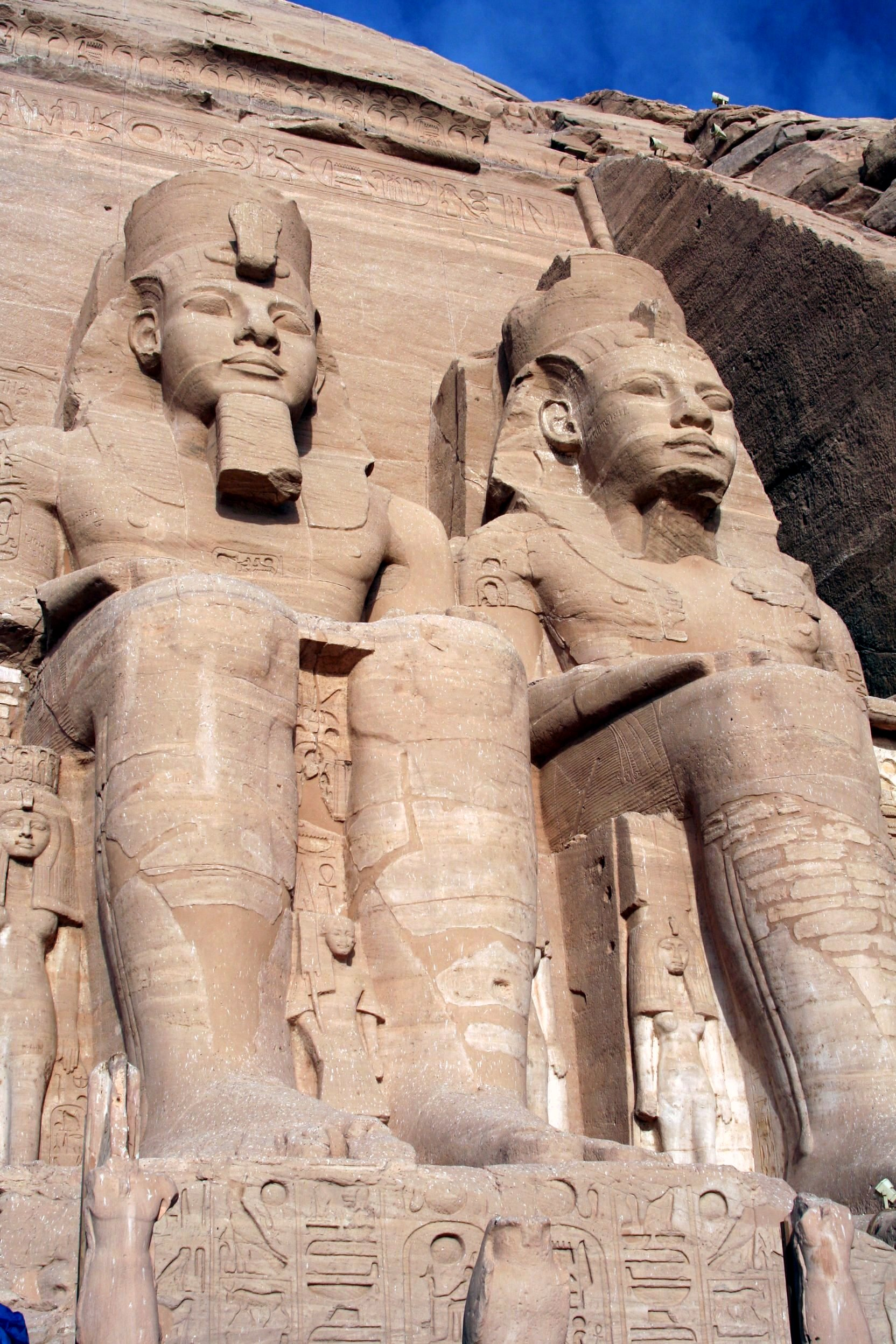
Abu Simbel